# Rohle
Rohle ist eine Gemeinde mit 653 Einwohnern (28. August 2006) in Tschechien. Sie liegt 12 km nordöstlich von Mohelnice und gehört dem Okres Šumperk an.

## Geographie
Der von Bergen umgebene Ort liegt in 337 m ü. M. im Tal der Rohelnice und mehrerer kleiner rechter Zuflüsse. Nachbarorte sind Strupšín im Norden, Benkov im Nordosten, Nedvězí und Kamenná im Osten, Lipinka im Südosten, Veleboř im Süden, sowie Bezděkov u Úsova und Janoslavice im Südwesten.

## Geschichte
Die erste urkundliche Erwähnung von Rohle stammt aus dem Jahre 1356. Der Ort gehörte teils zur Herrschaft Hohenstadt und andernteils zur Burg Brníčko. Seit dem 16. Jahrhundert bis zur Aufhebung der Patrimonialherrschaften im Jahre 1850 war dann Rohle insgesamt nach Hohenstadt untertänig.
1904 wurde das Dorf Svinov / Schweine zur Unterscheidung vom gleichnamigen Dorf bei Pavlov in Janoslavice umbenannt. Im Jahre 1976 wurden die Nachbardörfer Janoslavice und Nedvězí eingemeindet.
Nach dem Münchner Abkommen wurde der Ort dem Deutschen Reich zugeschlagen und gehörte bis 1945 zum Landkreis Hohenstadt.

## Gemeindegliederung
Zur Gemeinde Rohle gehören die Ortsteile Janoslavice (Janoslawitz) und Nedvězí (Nebes).

## Sehenswürdigkeiten
- Pfarrkirche St. Martin, erbaut zwischen 1802 und 1803
- Statuengruppe Kalvarienkreuz, bei der Kirche, 1808 geschaffen
- Statue des hl. Florian, 1. Drittel des 19. Jahrhunderts
- Kaufmannshaus mit Lauben, 1. Drittel des 19. Jahrhunderts, Denkmal
- Statue der Hl. Johannes von Nepomuk, 1833 aufgestellt
- Statuengruppe der Hl. Dreifaltigkeit, 1835 errichtet